# Arap Shamilov

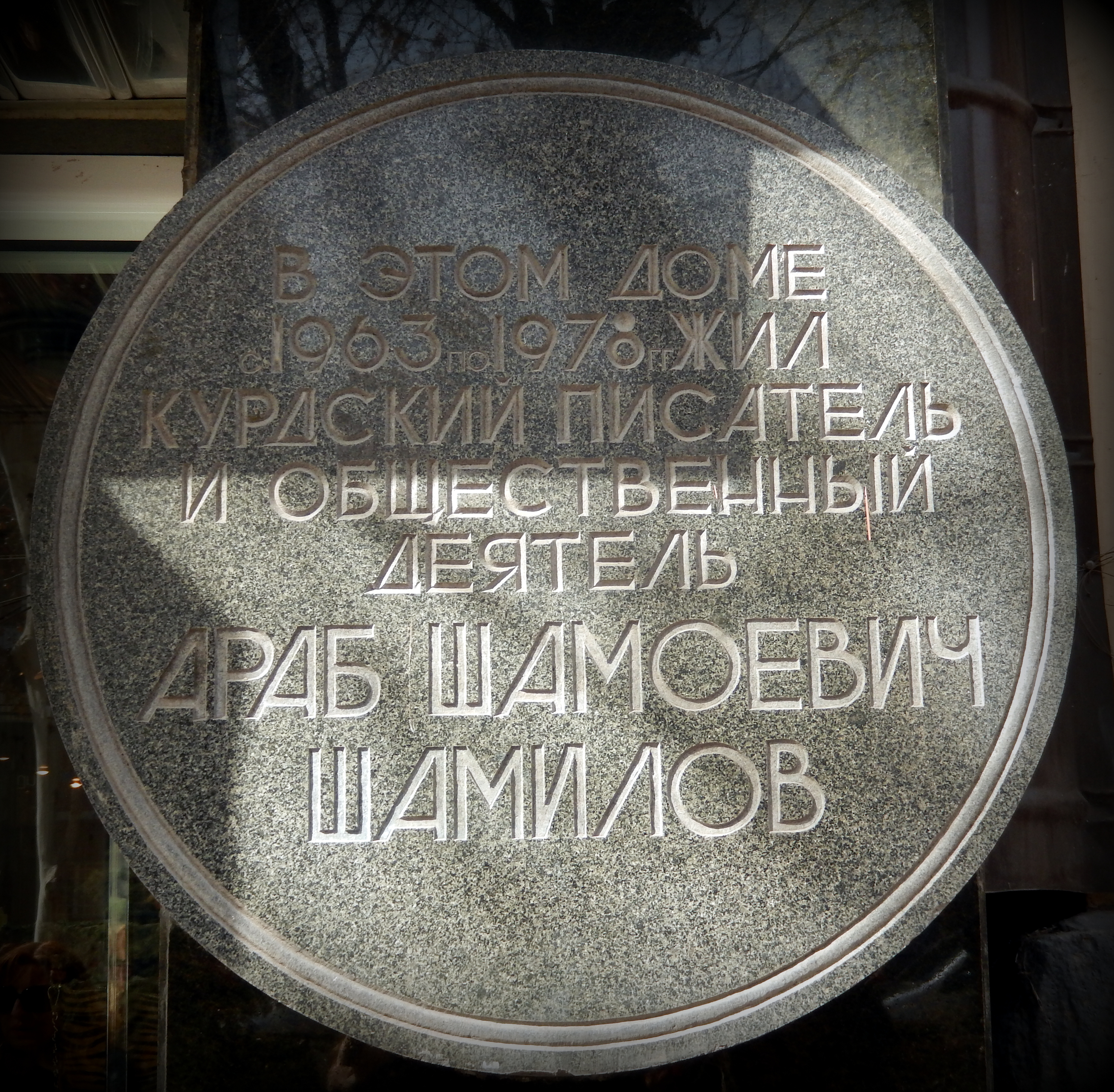

Arap Shamilov (Ryska: Arab Shamoevich Shamilov (Араб Шамоевич Шамилов), Kurdiska: Erebê Şemo), född 23 oktober 1897 i Kars i Ryska imperiet, död 19 maj 1978 i Jerevan i Sovjetunionen, var en kurdisk författare.